# Pablo Peirano
Pablo Peirano Pardeiro (ur. 21 stycznia 1975 w Montevideo) – urugwajski piłkarz występujący na pozycji defensywnego pomocnika, trener piłkarski, od 2025 roku prowadzi Nacional.